# Ели Кемпер
Ели Кемпер (енгл. Ellie Kemper; Канзас Сити, 2. мај 1980) је америчка глумица, комичарка и сценаристкиња.
Позната је по улози Ерин Ханон у Ен-Би-Си-јевом ситкому У канцеларији, те по споредним улогама у комедијама Деверуше и На тајном задатку. Од 2015. до 2019. године играла је главну улогу у серији Несаломива Кими Шмит коју је креирала Тина Феј за Ен-Би-Си.